# Burg Tarnów
Die Ruine der Burg Tarnów (polnisch Zamek w Tarnowie) befindet sich auf dem Sankt-Martin-Berg oberhalb von Tarnów in der Woiwodschaft Kleinpolen in Polen. Die Höhenburg liegt in den nördlichen Ausläufern der Mittelbeskiden (Ciężkowice-Gebirge) am rechten Ufer der Biała unweit ihrer Mündung in den Dunajec.

## Geschichte

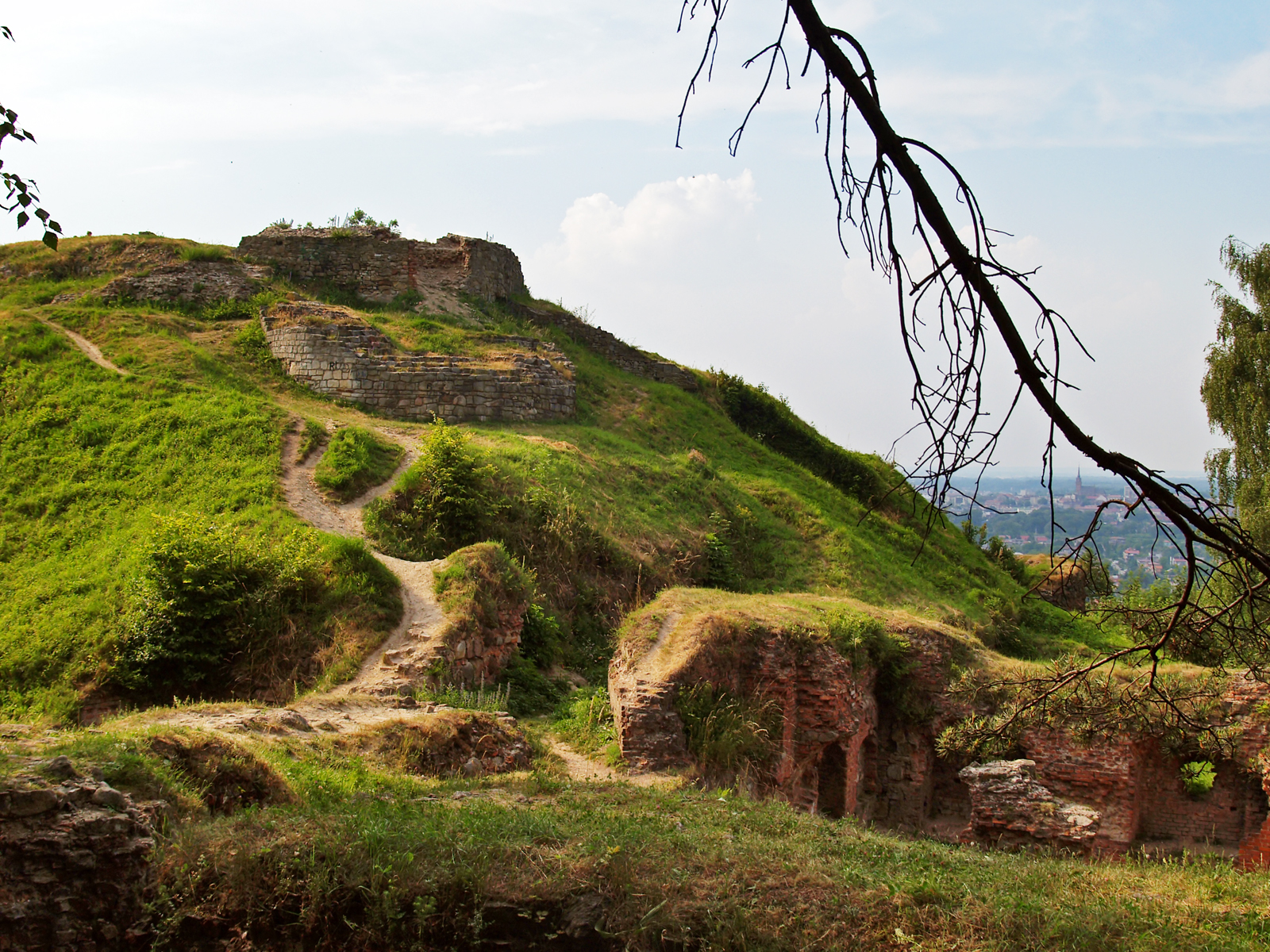
Mauerreste

Die 1328–1331 von Ritter Spycimir Leliwita errichtete Burg wurde 1519–1527 im Stil der Renaissance von Jan Amor Tarnowski umgebaut. 1603 wurde sie von Janusz Ostrogski im Stil des Frühbarock ausgebaut. 1630 zogen die Ostrogski jedoch auf die Burg Dębno um. Ab dem 18. Jahrhundert verfiel die Burg.